# Эваристо, Марио
Марино «Марио» Эваристо (исп. Marino «Mario» Evaristo; 10 декабря 1908, Буэнос-Айрес — 30 апреля 1993, Кильмес) — аргентинский футболист, левый нападающий. Участник Чемпионата мира в 1930 году.

## Карьера
Марио Эваристо пришёл в футбол с помощью своего брата Хуана, игрока «Спортиво Барракас». Он начал выступать в молодёжном составе клуба.
В 1925 году талантливого игрока замечают скауты клуба «Бока Хуниорс», куда он переходит через год. Эваристо, с самых первых дней в «Барракасе» выделялся высокой скоростью бега, этим и воспользовались тренеры «Боки», поставив футболиста на левый фланг нападения. Эваристо выступал за клуб на протяжении 6 лет, выиграв три Чемпионата Аргентины и Кубок Эстимуло. В 1932 году у трех игроков «Боки», Черро, Тараскона и Эваристо случился конфликт с руководителями клуба и Эваристо ушёл из команды.
Эваристо ушёл в клуб его юности — «Спортиво Барракас», с которым стал чемпионом Аргентины среди любительских команд, затем выступал за клуб «Индепендьенте».
В 1935 году Эваристо уехал в Италию, выступать за «Дженоа», он дебютировал в геннуэзской команде 29 сентября в матче с «Ромой», в котором «Дженоа» победила 2:1. Всего за итальянскую команду Эваристо провел 11 матчей и забил 4 мяча.
После «Дженоа», Эваристо уехал во Францию, где выступал за «Антиб» и «Ниццу».

## Статистика
| Сезон     | Команда       | Чемпионат | Чемпионат | Чемпионат | Кубок | Кубок |
| Сезон     | Команда       | Лига      | Игры      | Голы      | Игры  | Голы  |
| --------- | ------------- | --------- | --------- | --------- | ----- | ----- |
| 1926      | Бока Хуниорс  | Примера   | 2         | 1         | 4     | 0     |
| 1927      | Бока Хуниорс  | Примера   | 23        | 2         | —     | —     |
| 1928      | Бока Хуниорс  | Примера   | 34        | 3         | —     | —     |
| 1929      | Бока Хуниорс  | Примера   | 17        | 9         | —     | —     |
| 1930      | Бока Хуниорс  | Примера   | 28        | 15        | —     | —     |
| 1931      | Бока Хуниорс  | Примера   | 6         | 1         | —     | —     |
| 1932      | Индепендьенте | Примера   | 1         | 0         | —     | —     |
| 1933      | Индепендьенте | Примера   | 12        | 2         | —     | —     |
| 1935/1936 | Дженоа        | Серия А   | 11        | 4         | ?     | ?     |

## Достижения
- Чемпион Аргентины: 1926, 1930, 1931
- Чемпион Аргентины (среди любителей): 1932
- Чемпион Южной Америки (1): 1929
- Обладатель Кубка Эстимуло: 1926